# Змеиногорский
Змеиногорский — упразднённый посёлок в Пачелмском районе Пензенской области России. На момент упразднения входил в состав Белынского сельсовета. Упразднён в 2006 году.

## География
Находился на левом берегу реки Ворона в месте впадения в неё безымянного ручья, на расстоянии приблизительно 2 км на северо-запад от села Веденяпино.

## История
Основана в конце 1920-х годов.

## Население
| 1930 | 1939 | 1959 | 1979 | 1989 | 1996 | 2002 |
| ---- | ---- | ---- | ---- | ---- | ---- | ---- |
| 160  | ↘125 | ↗138 | ↘24  | ↘11  | ↘7   | ↘0   |